# Vagrans obiana
Vagrans obiana är en fjärilsart som beskrevs av Hans Fruhstorfer 1904. Vagrans obiana ingår i släktet Vagrans och familjen praktfjärilar. Inga underarter finns listade i Catalogue of Life.